# Аш-Шальхуб, Мухаммад
Мухамма́д а́ш-Шальху́б (араб. محمد بن بندر بن سعود الشلهوب‎; 8 декабря 1980, Эр-Рияд) — саудовский футболист, полузащитник. Выступал за сборную Саудовской Аравии, сыграв за неё 118 матчей. Участник двух чемпионатов мира: 2002 и 2006 года.

## Карьера

### Клубная
Профессиональную карьеру начал в 1998 году в клубе «Аль-Хиляль» из Эр-Рияда, в котором играет по сей день. 30 ноября 2006 года занял почётное 3-е место в споре за звание лучшего футболиста года в Азии.

### В сборной
В составе главной национальной сборной Саудовской Аравии дебютировал 17 октября 2000 года в матче розыгрыша Кубка Азии против сборной Катара. Участник чемпионатов мира 2002 года и 2006 года, однако, на поле выходил только один раз, в матче против сборной Ирландии на чемпионате мира 2002 года.

## Достижения

### Командные
- Финалист Кубка Азии (2): 2000, 2007
- Обладатель Кубка арабских наций (1): 2002
- Обладатель Кубка наций Персидского залива (2): 2002, 2003
- Чемпион Саудовской Аравии (3): 2001/02, 2004/05, 2007/08
- Обладатель Кубка наследного принца Саудовской Аравии (5): 1999/00, 2002/03, 2004/05, 2005/06, 2007/08
- Обладатель Кубка Саудовской федерации футбола (1): 1999/00
- Обладатель Кубка принца Фейсала (2): 2004/05, 2005/06
- Победитель Лиги чемпионов АФК (1): 2000
- Обладатель Кубка обладателей кубков Азии (1): 2002
- Обладатель Суперкубка Азии (1): 2000
- Обладатель Арабского суперкубка (1): 2001
- Обладатель Саудовско-Египетского суперкубка (1): 2001

### Личные
- 3-й призёр награды Футболист года в Азии (1): 2006